# Episodi di Ognuno è perfetto
Gli episodi della miniserie televisiva Ognuno è perfetto sono trasmessi su Rai 1 dal 16 al 23 dicembre 2019.
| nº | Titolo     | Prima TV Italia  |
| -- | ---------- | ---------------- |
| 1  | Episodio 1 | 16 dicembre 2019 |
| 2  | Episodio 2 | 16 dicembre 2019 |
| 3  | Episodio 3 | 17 dicembre 2019 |
| 4  | Episodio 4 | 17 dicembre 2019 |
| 5  | Episodio 5 | 23 dicembre 2019 |
| 6  | Episodio 6 | 23 dicembre 2019 |

## Episodio 1
Rick è un giovane di 24 anni con la sindrome di Down che, stanco di partecipare a tirocini fasulli, comunica ai suoi genitori di voler trovare un lavoro vero. Suo padre Ivan ha da poco venduto la sua piccola azienda artigianale per poter passare più tempo accanto al figlio, consentendo alla moglie Alessia di riprendere il suo lavoro presso un'agenzia di comunicazione. Grazie a un incontro fortuito, Rick viene assunto presso la rinomata cioccolateria Antica Cioccolateria Abrate gestita dall'illuminata imprenditrice Miriam: la donna ha affidato il reparto packaging a un gruppo di ragazzi con sindrome di Down e due con disturbi psichici, ciascuno dei quali ha il compito di comporre particolari scatole di cioccolatini in modo da rendere unico il marchio di fabbrica; Rick si ambienta piuttosto facilmente, facendo amicizia con tutti (inclusa Emma, madre di Miriam, costretta sulla sedia a rotelle) e rimanendo subito colpito dalla collega Tina, di origini albanesi. Intanto, Ivan e Alessia vivono una profonda crisi coniugale soprattutto a causa dei passati tradimenti di Ivan, mentre Alessia confessa al marito di vedersi da un anno con un collaboratore.
Rick e Tina passano sempre più tempo insieme finendo per innamorarsi. Venuto a conoscenza della cosa, Ivan incontra Miriam sostenendo che il figlio ha problemi con le relazioni sentimentali e lamentandosi di ciò che ha passato per prendersi cura del figlio, affermando che lei non può capirlo dato che non ha un figlio Down, allora Miriam gli mostra una foto di sua figlia Irma, anch'essa con la sindrome, deceduta per infarto a 12 anni: prima di morire, la bambina aveva passato la notte inscatolando cioccolatini, perciò Miriam ha voluto far sì che il reparto fosse affidato a disabili. Il consiglio di amministrazione discute sulla possibilità di far collaborare la cioccolateria con una società francese, ma questo comporterebbe lo smantellamento del reparto packaging che verrebbe dunque localizzato in Francia, lasciando i ragazzi disoccupati; Miriam è assolutamente contraria.
- Telespettatori: 4 617 000 - Share: 20,74%[1]

## Episodio 2
Consapevole dell'intenzione di divorziare di suoi genitori, Rick ammette loro che preferirebbe vederli separati piuttosto che insieme solo per lui, perché ciò lo farebbe sentire un peso; Alessia vorrebbe rinunciare a un appuntamento di lavoro a San Diego per seguire il figlio, ma Ivan la convince ad andare. Durante una serata karaoke, Rick e Tina si scambiano un bacio sul palco, lasciando Ivan piacevolmente sorpreso; all'uscita dal locale Katarina, madre di Tina, viene avvicinata da due uomini poco raccomandabili che sembra conoscere, andandosene con loro. Questi ultimi parlano di vecchi traffici nei quali è implicato il marito di Katarina, ricercato dalla polizia: temono che per paura la donna riveli alla polizia i loro nomi, così le propongono di tornarsene in Albania offrendosi di pagarle il viaggio, ma la donna rifiuta poiché vede che Tina è felice dove sta. La notte seguente, Katarina trova il proprio appartamento a soqquadro, oltre a due biglietti aerei lasciati sul tavolino.
Rick invita Tina a casa sua, ma Ivan è preoccupato riguardo alla loro relazione intima perché pensa che non usino precauzioni, così quando incontra Miriam le chiede di parlare con Katarina, credendo che Tina affretti i tempi col figlio, col quale si vuole sposare; Katarina però non condivide la sua ansia. Ivan discute col figlio e convengono che sia bene rimandare il matrimonio a quando Rick avrà maggiori possibilità economiche, considerate le spese attuali. Il giorno seguente, i due uomini che si erano incontrati con Katarina fanno salire in auto con una scusa Rick e Tina; Ivan e Katarina chiamano Miriam poiché i figli non rispondono alle loro chiamate. Katarina comprende che i due hanno portato via Rick e Tina per ricattarla (riportandoli comunque alle rispettive case la sera stessa). La donna, che si trova illegalmente in Italia, viene portata in Questura dove le viene proposto un accordo: se dirà ciò che sa riguardo alla pericolosissima organizzazione di cui suo marito ha fatto parte, il giudice ne terrà conto; tuttavia Katarina si rifiuta di parlare, terrorizzata dalle possibili conseguenze in particolare verso la figlia, perciò viene deciso il suo rimpatrio. Poco dopo Tina viene prelevata sotto gli occhi disperati dei suoi amici.
- Telespettatori: 4 617 000 - Share: 20,74%[1]

## Episodio 3
Senza dire nulla al padre, Rick raggiunge Tina al centro di espulsione e le propone ufficialmente di sposarlo, scambiandosi degli anelli simbolici. Miriam comunica a Ivan che Tina e Katarina non potranno più tornare in Italia e Rick entra in depressione, destando grande preoccupazione nei suoi genitori; il ragazzo riesce ad avere un breve contatto con Tina, ormai rientrata a Krumë, tramite internet. I suoi amici cercano di tirargli su il morale e, grazie alle parole del caporeparto Cedrini riguardo alla legge sul ricongiungimento familiare, Rick decide di viaggiare fino in Albania con loro per sposare Tina e riportarla in Italia. Ciascun ragazzo convince i propri genitori di doversi assentare per unirsi agli scout, e Rick confessa alla sola Emma il vero motivo della sua futura assenza.
Il pullman del viaggio fa scalo a Fiume, in Croazia; i ragazzi prelevano dei soldi dal conto di Ivan, il quale riceve dei messaggi sul telefonino che gli fanno temere di essere stato derubato. Il pullman riparte prima del ritorno dei ragazzi, che ora devono servirsi dell'autostop. Durante un acceso litigio in un locale, Cedrini chiama i suoi genitori i quali capiscono che i ragazzi in realtà si stanno dirigendo a Krumë per ritrovare Tina; rivelano dunque la verità a Ivan, il quale comprende che i soldi del suo conto sono stati sottratti dal figlio. Quest'ultimo e Miriam partono al seguito dei ragazzi, arrivati in Slovenia.
- Telespettatori: 4 460 000 - Share: 20,72%[2]

## Episodio 4
Mentre i genitori dei ragazzi si incontrano per trovare una soluzione, i figli si fanno dare un passaggio da dei motociclisti. Contemporaneamente, Miriam e Ivan trovano il cellulare di Cedrini, così non hanno più una "traccia" da seguire; Ivan si altera e accusa Miriam di aver dato troppa corda ai ragazzi, accusandola di consolarsi della perdita della figlia crescendo quelli degli altri, facendola allontanare. I motociclisti si rivelano essere poliziotti e, quando Django si lascia sfuggire che sono scappati di casa, i ragazzi rischiano di essere riportati indietro: Rick spiega ai poliziotti e al loro ex-capo il motivo del loro viaggio, convincendoli a chiudere un occhio sulla questione e ad accompagnarli alla frontiera del Montenegro. Intanto Miriam e Ivan fanno pace e riparano un guasto al camper che usano per il viaggio; Ivan si scusa per il suo atteggiamento scortese, e Miriam gli racconta di quando insegnò alla figlia a creare i pacchettini la notte in cui morì per infarto, ritenendosi responsabile dell'accaduto.
Django rivela agli altri ragazzi un difficile evento del suo passato e Ivan riceve una telefonata da Alessia, alla quale mente dicendo di stare andando a riprendere Rick dagli scout; Ivan racconta a Miriam che lui e la moglie stanno ancora ufficialmente insieme solo per il bene di Rick. Giulia, corteggiata da Django e Cedrini, sceglie il secondo. Ai ragazzi viene offerto un passaggio da due uomini che però li portano un posto isolato e li minacciano con un coltello per avere i loro soldi; tuttavia Cristian riesce a mettere entrambi al tappeto e i ragazzi fuggono con la loro automobile. Il viaggio viene momentaneamente interrotto dalla necessità di far curare una gamba rotta a Django e di far assumere l'insulina a Cristian, fermandosi dunque in un ospedale; Miriam e Ivan rintracciano la loro posizione grazie a un prelievo al bancomat e li raggiungono in poco tempo. Ivan si arrabbia con Rick perché lo ha fatto spaventare, ma accetta le scuse del figlio; quando poi Rick gli spiega i forti sentimenti che prova verso Tina e il suo intento di sposarla per far sì che torni in Italia, decide di aiutarlo. Il giorno seguente Ivan prova a consolare Miriam, che si è commossa alla vista di lui e il figlio abbracciati: la donna gli racconta di quanto amasse la figlia e che, dopo il divorzio, ebbe altre due relazioni che la delusero, decidendo dunque di non volerne avere altre; la morte della figlia le ha chiuso il cuore. Il viaggio riparte.
- Telespettatori: 4 460 000 - Share: 20,72%[2]

## Episodio 5
Rick e Ivan scoprono che Katarina, per venire in Italia, aveva comprato l'identità della moglie e della figlia di quello che in realtà non è suo marito, per poter venire in Italia: pertanto lei e Tina potrebbero non trovarsi in Albania, ma in Kosovo. I due, sprovvisti di documenti, vengono accompagnati per un breve tratto dal connazionale Luciano, che però al momento di lasciarli ruba loro l'automobile con gli ultimi oggetti, rendendoli di fatto clandestini; a un certo punto finiscono in una piantagione di marijuana dove riescono a scappare da una coppia di narcotrafficanti armati. Vicini a Dragash, si fermano per accendere un falò e cenare con delle pannocchie; padre e figlio hanno una toccante discussione dove Ivan ammette di aver compreso che è Rick che gli sta insegnando qualcosa anziché il contrario. Nel frattempo Miriam, rimasta in ospedale con Django, Cedrini, Giulia e Cristian, riceve una chiamata dal fratello Gustavo perché l'azienda francese sta facendo pressioni.
Il giorno dopo incontrano un'anziana coppia che, osservando la foto che il ragazzo porta con sé, apprendono che Tina e la madre si trovano a Pristina: arrivati in città vengono richiesti loro i documenti d'identificazione ma, essendone sprovvisti e non parlando la lingua locale, vengono rinchiusi in cella in attesa di un interprete. Ivan, dopo aver scoperto che il figlio ha preso alcuni semi dal campo di marijuana, chiama Miriam e, dopo che i poliziotti li hanno perquisiti, scopre che il figlio li ha mangiati per nasconderli. Miriam raggiunge i due e riesce a farli liberare a patto che lascino il paese entro quattro giorni; un avvocato li porta ad alcune case popolari dove è molto probabile che si trovino Katarina e Tina. Rick, dopo averlo saputo da Cedrini, chiede al padre se è innamorato di Miriam e lui confida a Cedrini che lo è, ma che Miriam non è pronta a iniziare un'altra relazione; poco dopo Ivan, Miriam e i ragazzi raggiungono finalmente l'appartamento di Katarina: la donna rivela che In Italia era in corso un'indagine su chi le aveva venduto documenti falsi, ossia il suo falso marito, acquistati per portare via Tina dalla guerra, ma che era stata minacciata e non ha parlato per paura, preferendo andarsene; subito dopo arriva anche Tina, Rick le chiede se vuole sposarlo e la ragazza accetta felicemente; contemporaneamente, Ivan e Miriam ammettono di amarsi ma, quando la mattina seguente Gustavo chiama la sorella perché i soci hanno deciso di far smantellare il reparto packaging, la donna decide di rientrare subito in Italia raccontando una bugia a Ivan, lasciandolo affranto.
- Telespettatori: 4 489 000 - Share: 20,23%[3]

## Episodio 6
Il matrimonio di Rick e Tina viene finalmente celebrato grazie alle offerte dei vicini; durante il rinfresco Alessia, giunta anch'ella a Pristina, sembra voler ricucire il rapporto con Ivan, che però non è convinto. Il mattino seguente Katarina saluta la figlia, che ora può tornare in Italia. Gustavo decide di accettare la proposta del nipote David di smantellare il reparto packaging su ricatto della moglie, che in caso contrario lo avrebbe lasciato: questo porta la fazione di Miriam in minoranza, e la donna ne dà il triste annuncio al gruppo di ritorno a Torino; Ivan chiama Miriam, ma lei gli chiede di non telefonarle più. Alessia rivela a Ivan di essersi lasciata con Giorgio e gli propone di tornare insieme a piccoli passi; Ivan le risponde che non è ciò che vuole, e Alessia capisce che è innamorato di Miriam. Ivan incontra Miriam e le propone di creare una società per far lavorare i ragazzi, e la donna accetta purché il loro rapporto rimanga lavorativo.
Miriam e Ivan rilevano il locale che sarebbe servito come vetrina per l'azienda di cioccolato e assumono i ragazzi, ma i primi tempi gli affari vanno male a causa della loro inesperienza. Tina sente la mancanza di sua madre e vorrebbe tornare in Kosovo, ma grazie alle parole di Alessia sceglie di rimanere; Ivan nota l'influenza positiva di Alessia e accetta la sua proposta di riprendere la loro unione. Ivan apporta alcune modifiche ai ruoli dei ragazzi e li incoraggia, così gli affari del ristorante ripartono alla grande. Miriam si confida con sua madre Emma (essendo convinta di non meritarsi la felicità per quanto successo a sua figlia Irma) e decide di ammettere i suoi sentimenti a Ivan; quando però lo vede insieme ad Alessia, sceglie di farsi da parte. Una notte Alessia tenta un approccio con Ivan, ma lui rifiuta dichiarando di essere ancora innamorato di Miriam, e Alessia decide di lasciare la casa. Viene organizzata un'altra serata karaoke durante la quale Miriam si esibisce con Ivan, e i due finiscono per baciarsi entusiasmando tutti i presenti.
- Telespettatori: 4 489 000 - Share: 20,23%[3]